# Скванто

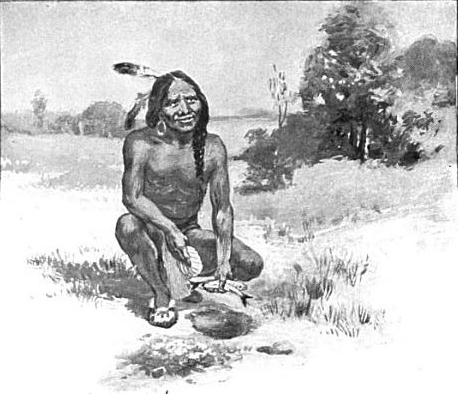
Тисквонтум (Сквонто) обучает плимутских колонистов выращивать маис. Рисунок 1911 года

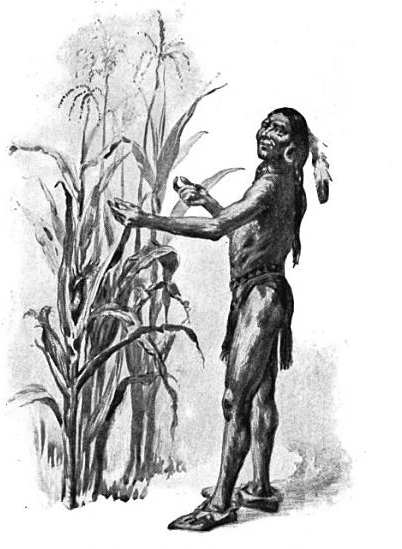
Скванто обучает колонистов

Тисквантум (Тисквонтум), Tisquantum, известный среди европейских поселенцев под упрощённым именем Скванто, (англ. Squanto) (ок. 1580-х — ноябрь 1622 года) — индеец из алгонкинского племени патуксетов (ныне исчезнувшего, входившего в конфедерацию вампаноагов), помогший первым американским колонистам («отцам-пилигримам») пережить зиму 1620—1621 годов в Новом свете. В память о помощи, оказанной Сквонто, в США празднуется День благодарения.

## Биография
Возвращаясь из похода в родное поселение в 1614 году, Тисквонтум был захвачен в плен работорговцем Томасом Хантом, одним из участников экспедиции капитана Джона Смита. Хант намеревался продать рыбу, кукурузу и захваченных в рабство индейцев в Малаге. Монахи из местной миссии узнали об этом и взяли к себе индейцев  — в том числе Тисквонтума  — с тем, чтобы обратить их в христианство. Тисквонтум убедил монахов позволить ему вернуться домой. Однако первоначально Тисквонтум побывал в Лондоне, где он несколько лет прожил, работая у Джона Слейни, строителя магазинов, который обучил его английскому языку. Слейни взял Тисквонтума с собой, отправившись в плавание в бухту Купера на о. Ньюфаундленд. Чтобы добраться до Новой Англии, Тисквонтум попытался присоединиться к экспедиции по восточному побережью Северной Америки, однако, когда ему отказали, он в 1618 году самостоятельно добрался до Новой Англии.
Не позднее 1619 года Тисквонтум вернулся в родные земли в составе экспедиции, обследовавшей побережье Новой Англии. Вскоре он узнал, что племя патуксетов, как и большинство племён побережья Новой Англии (в основном вампаноаги и массачусеты) сильно пострадали от эпидемий чумы, а также, вероятно, оспы; в последнее время появились данные, что имела место эпидемия не указанных болезней, а лептоспироза, поскольку у индейцев не было иммунитета перед распространёнными в Европе инфекционными болезнями.
В конце концов, Тисквонтум поселился у «отцов-пилигримов» в месте, где ранее находилось его родное селение; англичане дали новому селению название Плимут. Он помог англичанам пережить исключительно суровую первую зиму, научив их методам повышения урожая местных культур путём удобрения. Он также показал им хорошие места для рыбалки.
В 1621 году Сквонто служил проводником и переводчиком поселенцев Стивена Хопкинса и Эдварда Уинслоу во время их дипломатической миссии к сахему (верховному вождю) вампаноагов, известному сегодня под именем Массасойт. Во время последующей миссии по поручению губернатора Уильяма Брэдфорда тем же летом вампаноаги захватили Сквонто в плен, когда он собирал сведения для вождя-отступника Корбитанта в деревне Немаскет (на её месте сейчас располагается город Мидлборо, штат Массачусетс.) Майлс Стендиш направил из Плимута отряд из 10 человек с тем, чтобы или отбить Сквонто, или — если его уже не будет в живых — отомстить за его смерть. Сквонто был обнаружен в целости и сохранности. По его возвращении его с радостью приняли пилигримы в Плимуте, где он продолжал играть важную роль как советник и доверенное лицо колонии.
Несмотря на свои усилия по налаживанию альянсов, Сквонто в конце концов стал терять доверие как англичан, так и вампаноагов. Массасойт — сахем, который сам же и назначил Тисквонтума в помощь пилигримам — тем не менее, не доверял ему вести дела конфедерации с поселенцами. Он поручил индейцу по имени Хобомок (возможно, не настоящее имя, а прозвище, означающее «озорной, непослушный»), наблюдать за Тисквонтумом и действовать в качестве второго представителя.
Возвращаясь с переговоров, целью которых было восстановление пошатнувшегося доверия между отцами-пилигримами и вампаноагами, Тисквонтум заболел лихорадкой. По мнению некоторых историков, он был отравлен вампаноагами за нелояльность сахему. Через несколько дней Сквонто умер в местности, где находится современный г. Четем, Массачусетс, и был похоронен в безымянной могиле на плимутском кладбище Погребальный Холм. Тем не менее, благодаря его усилиям мир между поселенцами и вампаноагами длился ещё 50 лет, вплоть до войны Короля Филипа.

## Память
В 1846 году судостроитель Дж. Т. Фостер построил в Медфорде (Массачусетс) торговое судно Squantum водоизмещением 646 тонн, которым владела бостонская компания Thomas B. Wales & Co.. Судно потерпело крушение в Курла-Бурла в Индии 14 июня 1860 г. по пути из Бостона в Бомбей, при этом погибло 3 моряка.

## В кино
- «Скванто: Легенда о воине[англ.]» — реж. Ксавьер Коллер[англ.] (США, 1994), в роли Сквонто — Адам Бич.
- «Святые и чужаки[англ.]» — реж. Пол А. Эдвардс (США, 2015), в роли Сквонто — Калани Кейпо[англ.].